# Eria parviflora
Eria parviflora är en orkidéart som beskrevs av Frederick Manson Bailey. Eria parviflora ingår i släktet Eria och familjen orkidéer. Inga underarter finns listade i Catalogue of Life.